# 31475 Robbacchus
31475 Robbacchus è un asteroide della fascia principale. Scoperto nel 1999, presenta un'orbita caratterizzata da un semiasse maggiore pari a 2,2847793 au e da un'eccentricità di 0,1211320, inclinata di 6,00606° rispetto all'eclittica.
L'asteroide è dedicato allo studente statunitense Robert M. Bacchus.